# Paulo Roberto Galvão
Paulo Roberto Galvão de Carvalho é um procurador Ministério Público Federal (MPF), que ganhou notoriedade por integrar a força-tarefa do MPF na Operação Lava Jato, atuando na Procuradoria da República no Distrito Federal.

## Biografia
Em 2001, foi graduado em Direito pela Universidade Federal da Bahia (UFBA). Em 2001 a 2003 foi Defensor Público da União e em 2003 a 2004 foi Consultor Legislativo da Câmara dos Deputados.
Em 2004 assumiu o cargo de Procurador da República do Ministério Público Federal.

## Sobre a operação
Em abril de 2015, em entrevista a DW Brasil, o procurador defendeu a delação premiada e disse que a operação já trouxe vários resultados, incluindo um valor de ressarcimento garantido de cerca de 500 milhões de reais, e disse esperar que ela tenha efeitos duradouros na política brasileira. "Esperamos que a forma de atuar dos partidos políticos e a forma desses partidos se financiarem mudem", declarou. O procurador disse ainda que o pacote anticorrupção proposto pelo MPF ataca o maior problema brasileiro: a impunidade. A Operação Lava Jato já tem um ano e, em alguns casos, as pessoas continuaram a praticar crimes mesmo após do início da operação", comentou Carvalho. "Então esse pacote anticorrupção tenta fortalecer também a legislação para diminuir as brechas que podem levar à impunidade."
Em 4 de março de 2016, em entrevista a Rádio Jovem Pan, o procurador disse ao jornalista Claudio Tognolli que a Lava Jato é hoje o maior caso de cooperação internacional entre jurisdições, entre países que já houve no Brasil e um dos maiores do mundo. ainda de acordo com o procurador a operação já teria na época 82 pedidos para outros países auxiliarem a operação, e 11 países que já fizeram pedidos para o Brasil. Ainda de acordo com o procurador, no total houve uma cooperação com 28 países diferentes dentro da Lava Jato.
Ao final de março de 2016, o procurador afirmou que o crime de corrupção muitas vezes não deixa vestígio, porque as coisas são feitas às escuras e, muitas vezes, de forma maquiada. É o que a gente está vendo no pagamento nos contratos feitos às empresas de consultorias, por exemplo. Tudo feito de forma aparentemente legal.
Em junho de 2016, Carvalho disse se referindo a Lava Jato que "o mais importante de tudo isso é que a sociedade esteja atenta a qualquer iniciativa de barrar a Lava Jato. Na Itália, por exemplo, foram aprovadas várias leis que beneficiaram corruptores", assinalou.

## Premiações
Em 24 de setembro de 2015, Paulo Roberto Galvão foi um dos procuradores premiados pelo Global Investigations Review (GIR). O GIR é um portal de notícias consolidado no cenário internacional como um dos principais canais sobre investigações contra a corrupção e instituiu o prêmio para celebrar os investigadores e as práticas de combate à corrupção e compliance que mais impressionaram no último ano. Em seis categorias, foram reconhecidas práticas investigatórias respeitadas e admiradas em todo o mundo. A força-tarefa concorreu com investigações famosas como a do caso de corrupção na Fifa. Os países que disputaram o prêmio com o Brasil foram Estados Unidos, Noruega, Reino Unido e Romênia.